# Gervais (Oregon)
Pour les articles homonymes, voir Gervais.
Gervais est une ville américaine située dans l'État de l'Oregon et dans le comté de Marion.

## Démographie
| Groupe            | Gervais | Oregon | États-Unis |
| ----------------- | ------- | ------ | ---------- |
| Blancs            | 52,4    | 83,7   | 72,4       |
| Autres            | 38,1    | 5,7    | 6,4        |
| Métis             | 4,5     | 3,8    | 2,9        |
| Amérindiens       | 3,7     | 1,4    | 0,9        |
| Asiatiques        | 0,9     | 3,7    | 4,8        |
| Afro-Américains   | 0,6     | 1,8    | 12,6       |
| Total             | 100     | 100    | 100        |
|                   |         |        |            |
| Latino-Américains | 67,1    | 11,8   | 17,37      |

Selon l'American Community Survey, pour la période 2011-2015, 60,75 % de la population âgée de plus de 5 ans déclare parler l'espagnol à la maison, alors que 35,82 % déclare parler anglais, 2,88 % le russe et 0,55 % une autre langue.

## Source
- (en) Cet article est partiellement ou en totalité issu de l’article de Wikipédia en anglais intitulé « Gervais, Oregon » (voir la liste des auteurs).